# Långa Soffan
El Långa Soffan (literalmente Sofá Largo) es un banco de madera de 72 metros de largo, situado en la zona portuaria de Oskarshamn en Suecia.

## Historia
El banco fue construido en 1867 junto con la terraza en la que se encuentra. Está situado en la calle Skeppsbron, en el lado sur del puerto, justo debajo del antiguo Ayuntamiento de Oskarshamn. El banco mide 72 metros y está considerado como uno de los bancos de madera más largos que aún existen desde el siglo XIX. Históricamente fue utilizado por las esposas de los marineros, que esperaban a sus maridos que regresaban del mar. Desde el banco hay una vista sobre el puerto de Oskarshamn y las aguas circundantes.

## Galería

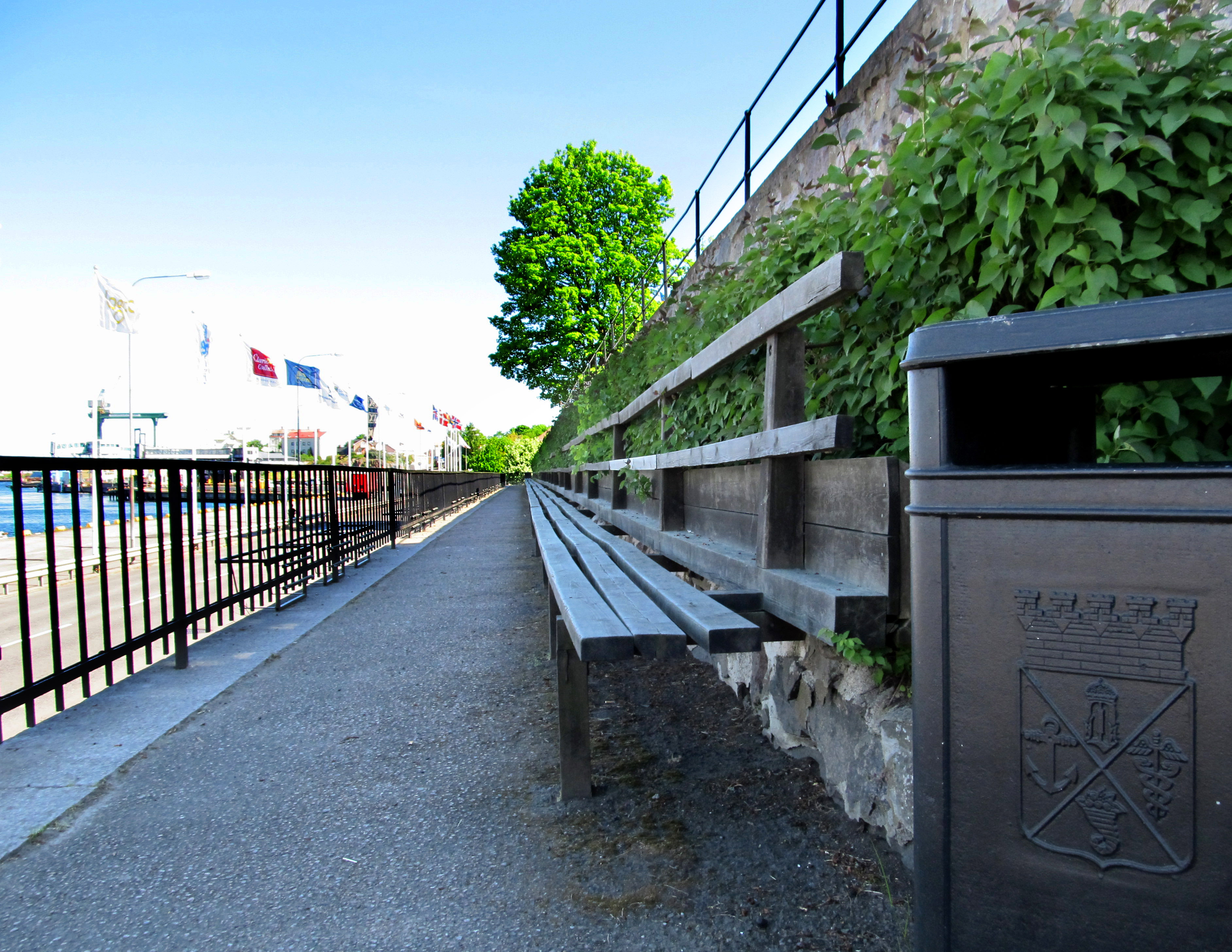
Långa Soffan en 2012.
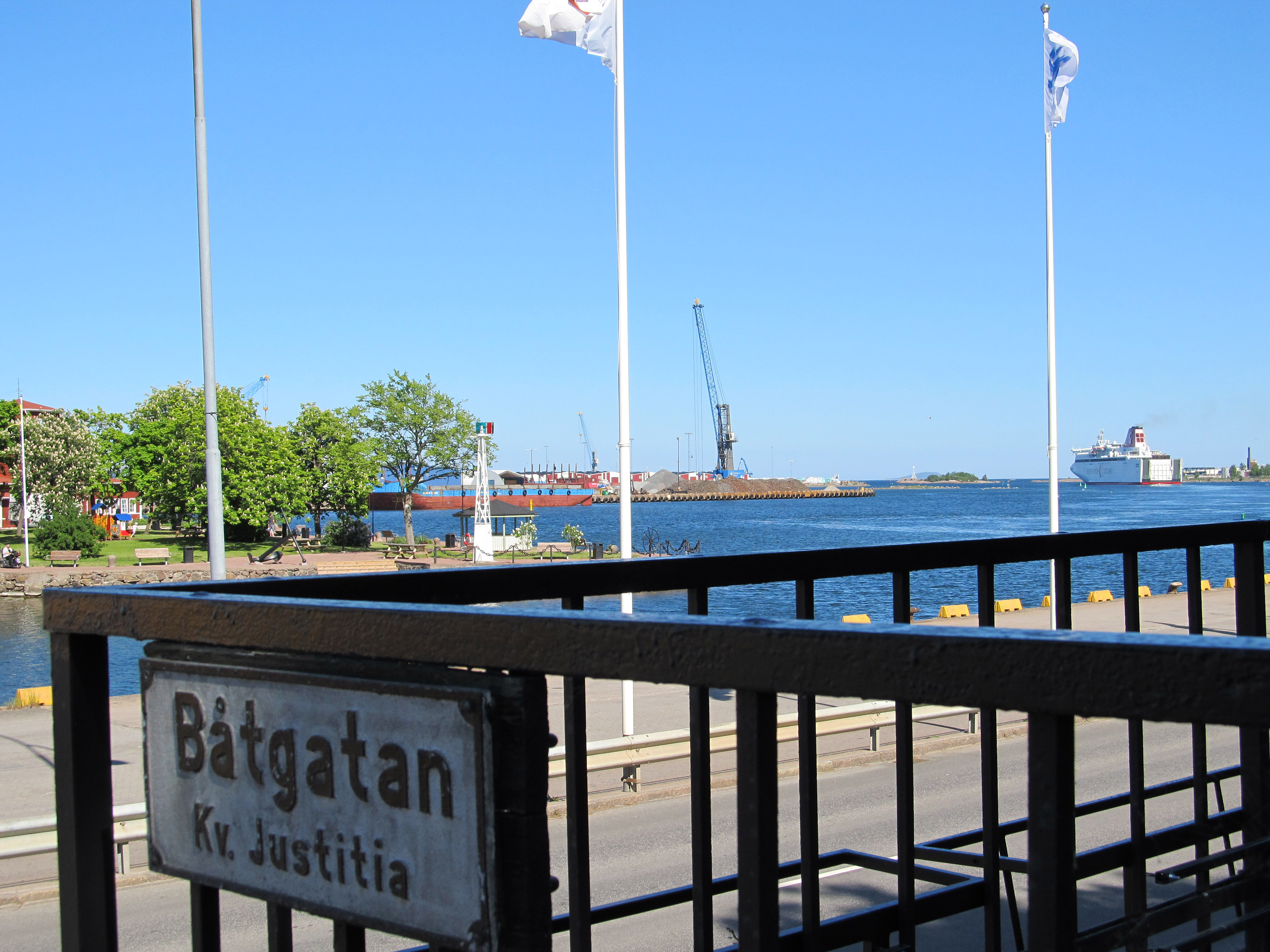
Parte oeste de la terraza.
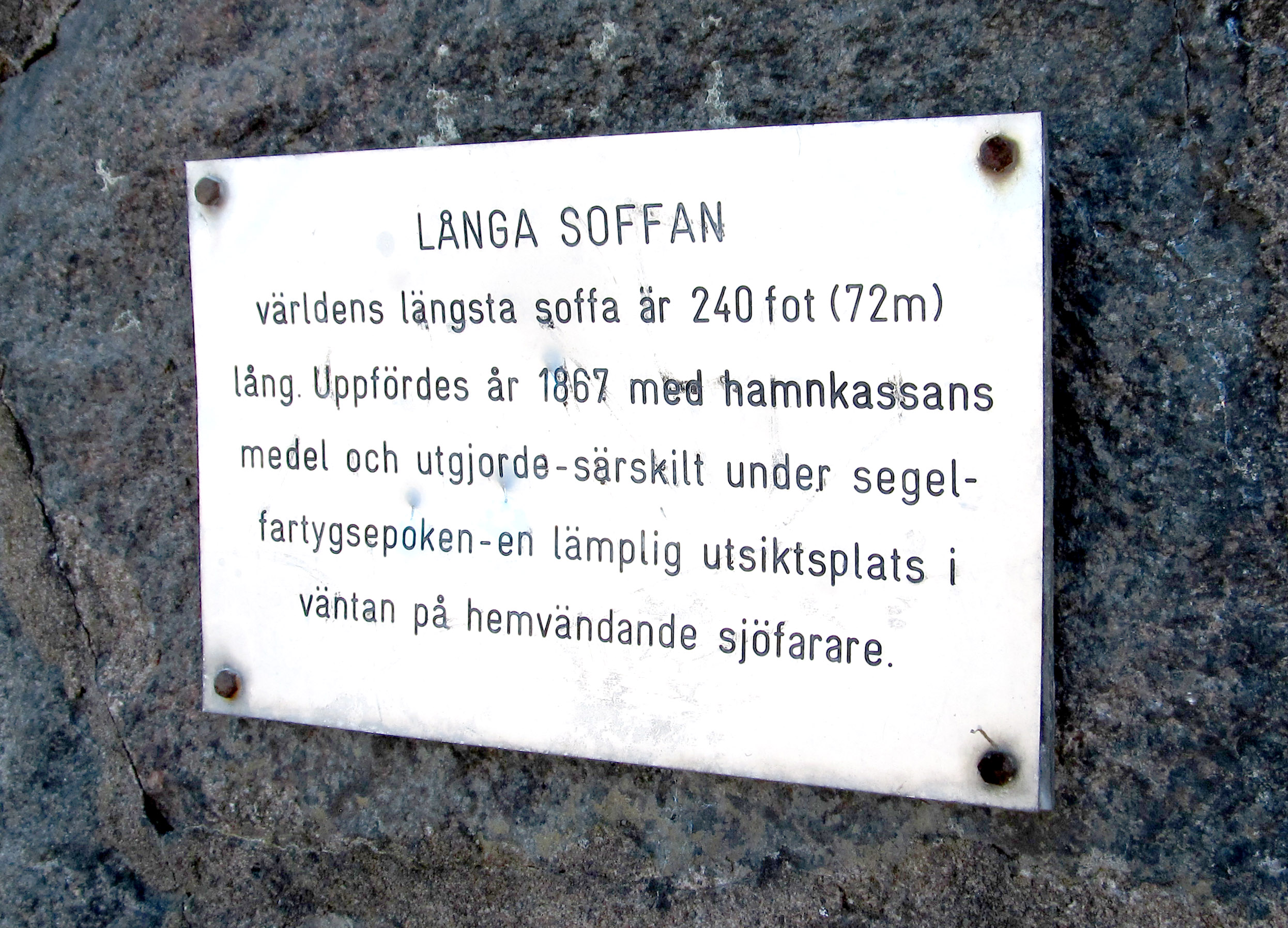
Placa informativa.
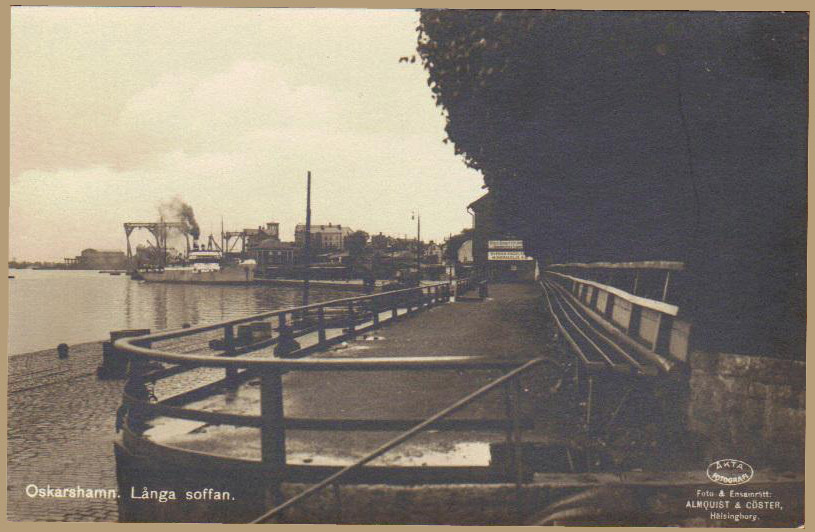
Långa Soffan en los años 1930.